# Kościół Wniebowzięcia Najświętszej Maryi Panny w Lotyniu
Kościół Wniebowzięcia Najświętszej Maryi Panny – katolicki kościół parafialny, zlokalizowany w Lotyniu, w gminie Okonek. Jest siedzibą lotyńskiej parafii Wniebowzięcia Najświętszej Maryi Panny. 

## Historia
Orientowaną świątynię zbudowano dla protestantów w 1794 (lub 1734). Fundatorem był Kacper von Hertzberg, właściciel dóbr w Lotyniu. Przez katolików przejęta po II wojnie światowej i poświęcona 9 września 1945. Parafię erygowano 25 stycznia 1968.  W okresie międzywojennym zainstalowano cztery witraże, których twórcą był Jast von Hertzberg. W 1985 wymieniono pokrycie dachowe kościoła i odrestaurowano jego wnętrze. 

## Architektura
Jest to obiekt o konstrukcji ryglowej, z wypełnieniem ceglanym (w niektórych przewodnikach podawany mylnie jako szachulcowy), kryty pierwotnie gontem, po remoncie blachą miedzianą. Wieża jest zwieńczona dachem wieżowym. Od północy dobudowana kruchta i klatka schodowa, zakrystia zaś od południa. Salowe wnętrze otaczają empory (wzdłuż trzech ścian, emporę za ołtarzem usunięto po 1945). Część środkowa kryta pozornym sklepieniem kolebkowym, na którym około 1970 umieszczono polichromię figuralną, uzupełniając tym samym wcześniejsze motywy roślinne. Ołtarz (1733) reprezentuje nurt lokalnej, barokowej sztuki ludowej (wyrzeźbione są tu m.in. herby fundatorów).
Na wieży umieszczony jest dzwon z 1617, wykonany przez stargardzkiego ludwisarza Joahima Karstede.

## Otoczenie
Przy kościele skromna dzwonnica stalowa oraz nagrobki grafów von Hertzberg, m.in. bogato płaskorzeźbiony, secesyjny Gunilli von Hertzberg (1893-1907), czy też posiadający formę steli Wilhelma von Hertzberg (1786-1835). Towarzyszy im skromny nagrobek Stanisławy Nowak (1883-1945) oraz pomnik ofiar I wojny światowej z figurą maryjną na szczycie. 

## Galeria

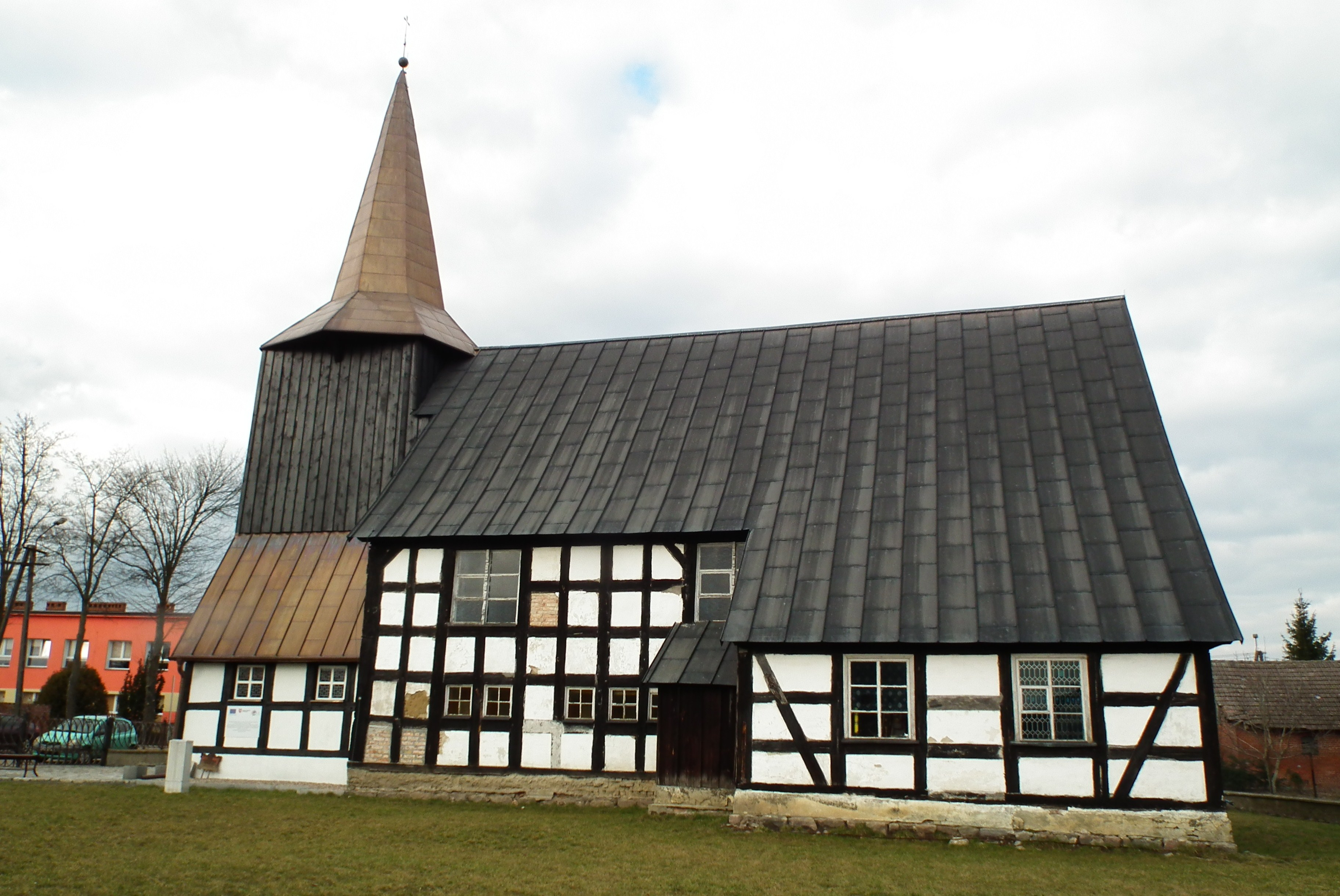
Widok od południa
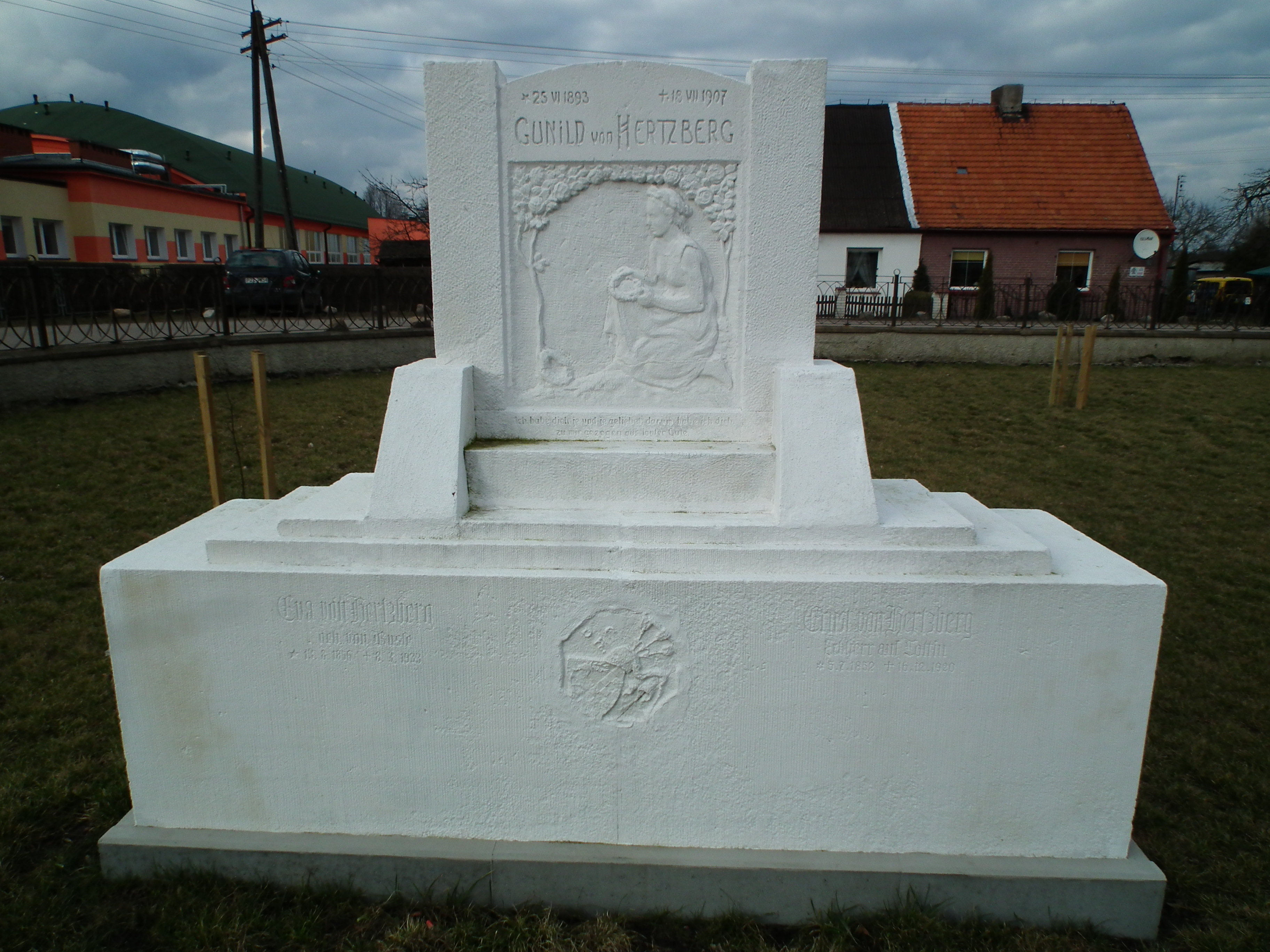
Grób Gunilli von Hertzberg
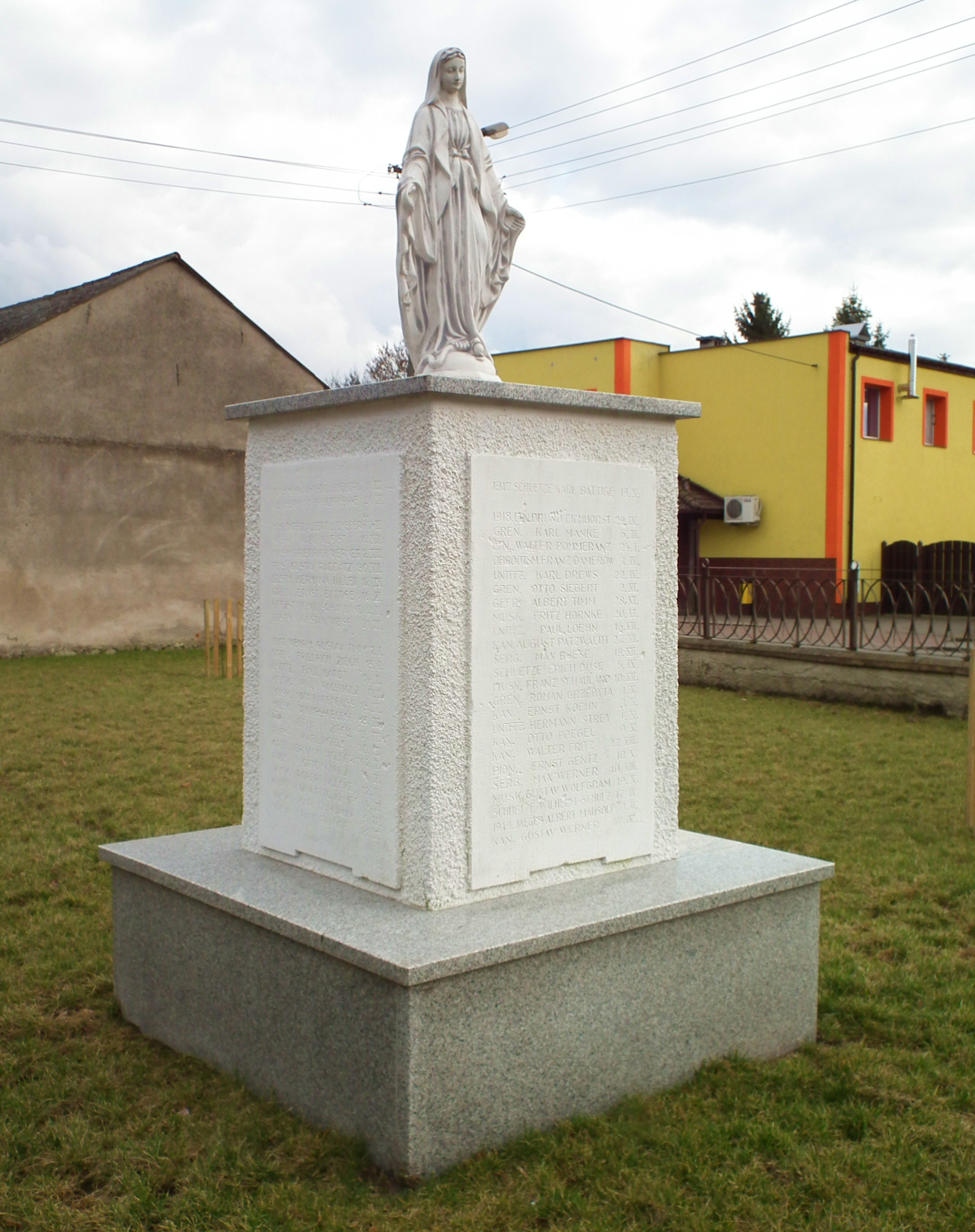
Pomnik ofiar I wojny